# José Suárez
Pour les articles homonymes, voir Suárez.
José Lisardo Suárez Sánchez, mieux connu sous José Suárez, né le 19 septembre 1919 à Trubia (commune d'Oviedo, Asturies) et mort le 6 août 1981 à Moreda de Aller (Espagne), est un acteur espagnol. Il a participé à un total de soixante-quatre films entre 1944 et 1977 et a remporté le prix du meilleur acteur au Festival de San Sebastian en 1964 et avait le statut de star au Mexique et en Italie. 

## Biographie
À la suite de la maladie du père, la famille Suárez s’installe à Oviedo, et déménage ensuite à Logroño, une ville du nord de l'Espagne sur l'Ebre où José étudie dans un institut tenus par les frères maristes des écoles.
Il a rejoint la Phalange pendant la guerre civile espagnole. Une fois la guerre terminée, il est parti comme volontaire dans la division azul pour combattre le communisme sur le front russe. En 1943, déjà en tant que sergent d'infanterie, il retourne en Espagne.
José Suárez travaillait pour la Feve, la compagnie de chemin de fer de voies étroites locale. C’est d'ailleurs au cours de son activité professionnelle qu'il rencontre le réalisateur Gonzalo Delgrás qui lui confie un rôle dans une histoire d'amour Altar Mayor (1943), à côté de María Dolores Pradera et il commence ainsi sa carrière cinématographique en interprétant le rôle d'un campesino asturien dans les décors traditionnel des Pics d'Europe et de Covadonga.
En 1954, il joue dans un film policier intitulé ¿crimen imposible? (crimes impossibles ?) de César Fernández Ardavín aux côtés de Silvia Morgan, il est récompensé à la suite de ce film comme le meilleur acteur espagnol. Mais José Suárez est surtout révélé avec Grand-rue (Calle Mayor) de Juan Antonio Bardem, un film franco-espagnol réalisé par Juan Antonio Bardem sorti dans les salles en 1956 où il joue le rôle d'un mauvais garçon d'une petite ville de province. En 1954, il fut considéré comme l'un des 4 acteurs les plus populaires espagnol avec Fernando Fernán-Gómez, Francisco Rabal et Jorge Mistral.
Après une période cinématographique assez intense, José Suárez reçoit de moins en moins de rôles intéressants, il participe en 1972 au tournage de Marianella d'Angelino Fons, qui l'un de ses derniers rôles où il interprète le rôle d'un médecin qui guérit de sa cécité le fils d'un industriel minier mais provoquant la mort de Marianela, interprétée par l'actrice et chanteuse espagnole Rocío Dúrcal (1944-2006), dans l’adaptation de l’œuvre de Benito Pérez Galdós.
José Suárez exploite également une salle de cinéma sur la place de Moreda de Aller, municipalité où son épouse est d'ailleurs originaire. Il aura avec elle une fille (Maria Eugenia Suárez Vazquez) qui continuera à exploiter cette salle après son décès. 
José Suárez préside pendant plusieurs années le groupe des acteurs au sein du Syndicat National et de la Mutuelle des artistes.
Il devint également le maire de la municipalité asturienne de Aller et chef du Movimiento Nacional sous le régime de Franco. 
En 1975, il souffre d'une thrombose qui a laissé la moitié de son corps paralysé. Peu à peu, il s'est remis de sa maladie, même s'il n'a jamais retrouvé la pleine mobilité de son corps. Il meurt le 6 août 1981 à Moreda de Aller, à l'âge de 61 ans. 

## Filmographie partielle
- 1947 : Trece onzas de oro
- 1947 : Oro y marfil
- 1949 : La Mujer de nadie
- 1950 : Brigada criminal
- 1950 : Aquel hombre de Tánger
- 1951 : Alba de América
- 1952 : Ronda española
- 1953 : Zorro se démasque (La montaña sin ley) de Miguel Lluch
- 1953 : Así es Madrid
- 1953 : Condenados·
- 1954 : La Danza de los deseos
- 1954 : Once pares de botas
- 1956 : Grand-rue
- 1957 : Belles de l'air (Las aeroguapas) de Mario Costa et Eduardo Manzanos Brochero
- 1958 : Le Défi
- 1959 : Nous sommes tous coupables (Il magistrato) de Luigi Zampa
- 1959 : Carthage en flammes
- 1964 : Les Canons de San Antiogo
- 1964 : Le jaguar
- 1965 : Sept Hommes en or (Sette uomini d'oro) de Marco Vicario
- 1966 : Texas Adios (Texas, addio)
- 1966 : El Primer cuartel
- 1969 : El Taxi de los conflictos
- 1969 : Le Dernier des salauds (Il Pistolero dell'Ave Maria)
- 1969 : Texas (Il prezzo del potere) de Tonino Valerii
- 1970 : La Muerte de un presidente
- 1971 : El Cristo del Océano
- 1971 : La Montaña rebelde
- 1972 : Marianela
- 1972 : La Horde des salopards
- 1974 : Los Caballeros del Botón de Ancla